# Mednarodna komisija za elektrotehniko
Mednarodna komisija za elektrotehniko (angleško International Electrotechnical Commission,  IEC) je neprofitna nevladna mednarodna organizacija za standardizacijo električnih, elektronskih in povezanih tehnologij. Standardi IEC pokrivajo najrazličnejše tehnologije - generiranje, prenos in distribucijo električne energije, gospodinjske aparate in pisarniško elektrosko opremo, polprevodnike, optična vlakna, baterije, sončno energijo, nanotehnologijo in številne druge.